# St. Maria Magdalena (Lütgendortmund)

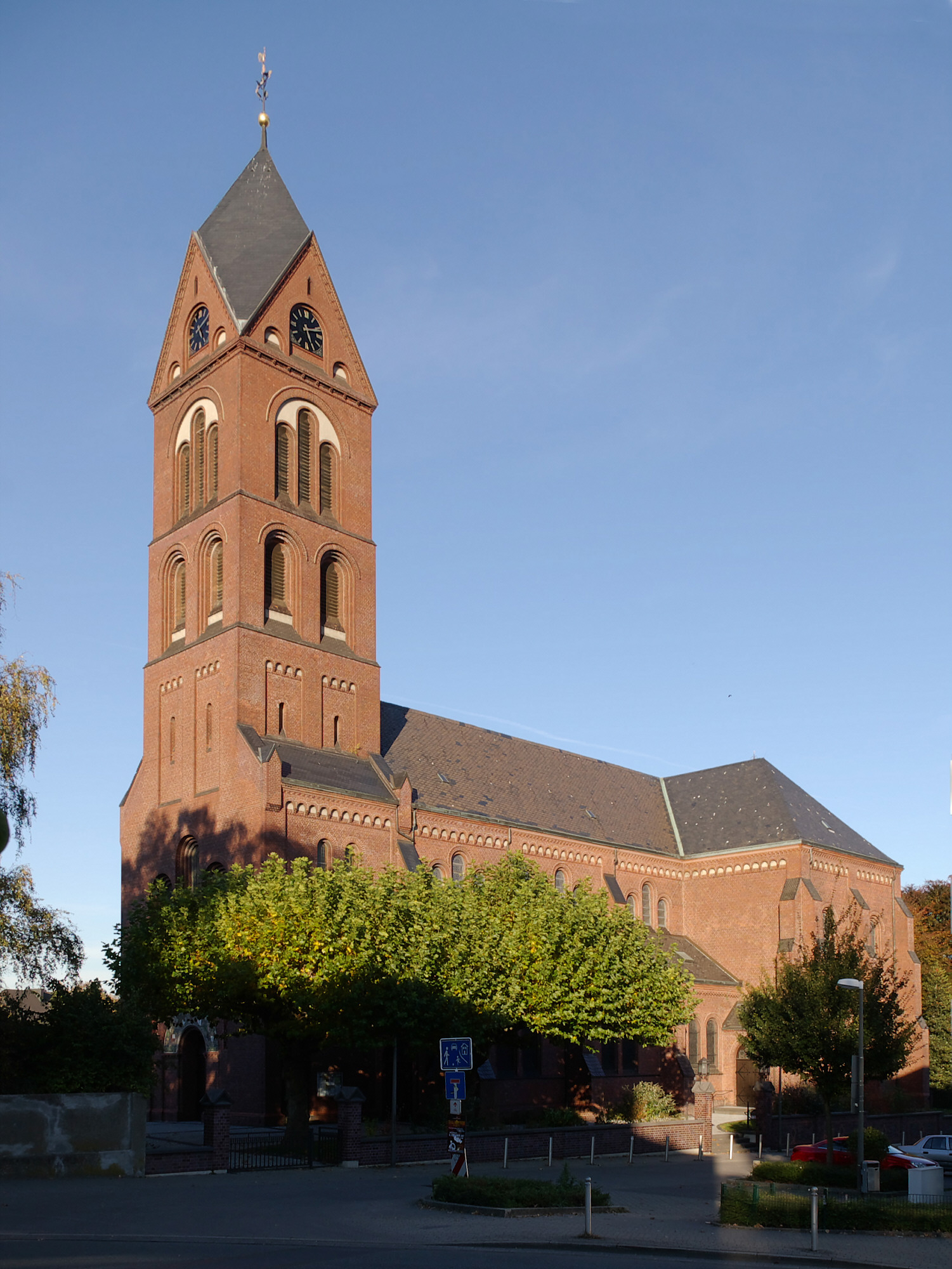
St. Maria Magdalena

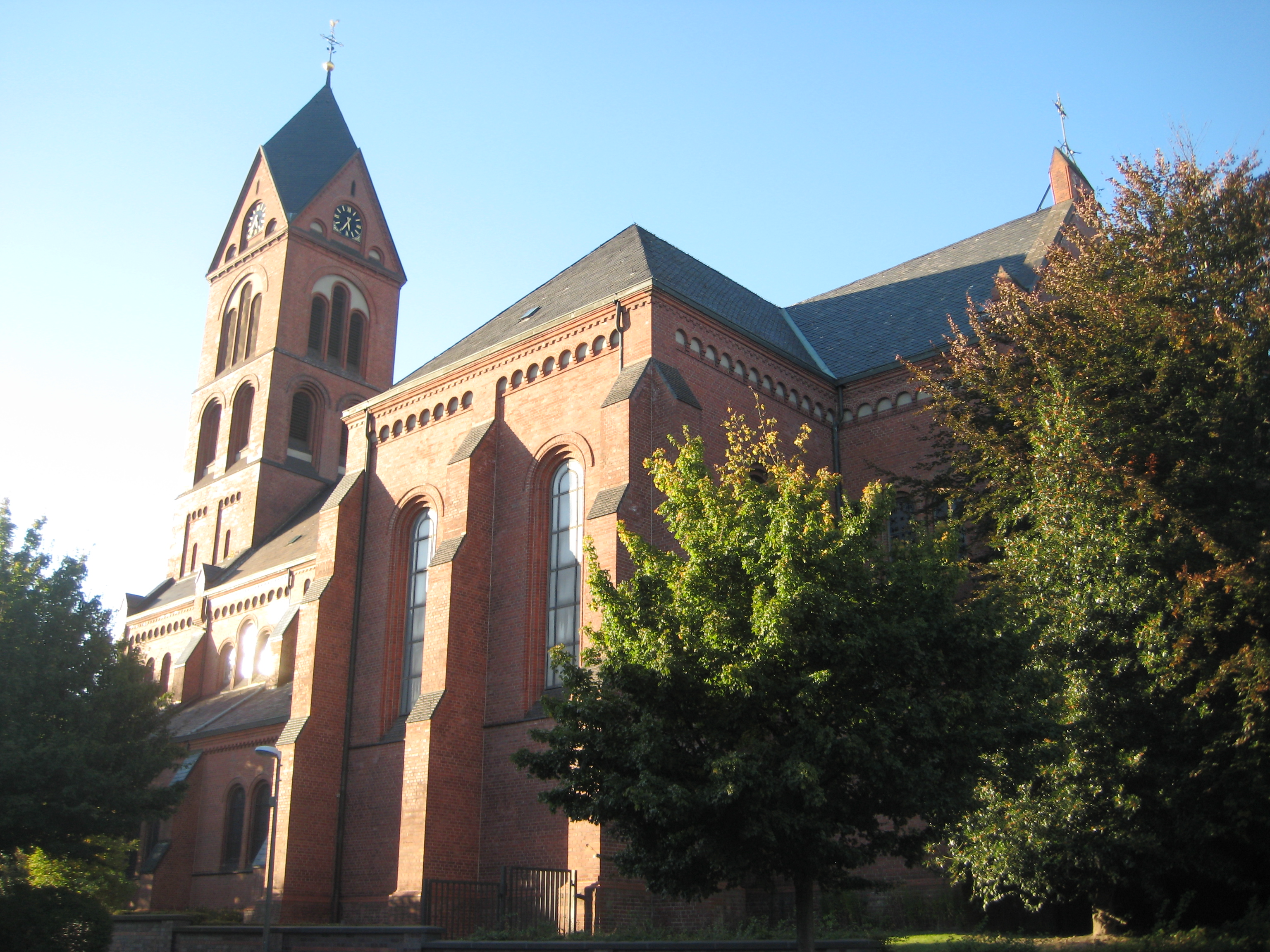
St. Maria Magdalena, Seitenansicht

Die katholische Pfarrkirche St. Maria Magdalena steht in Dortmund-Lütgendortmund zwischen der Limbecker Straße und der Bleichstraße.
Die neuromanische Kirche mit heute 340 Sitzplätzen wurde am 10. Oktober 1892 durch den Paderborner Weihbischof Augustinus Gockel geweiht.
Die besondere kunsthistorische Bedeutung der Pfarrkirche besteht vor allem in der umfangreichen Innenausmalung des Chorraums. Das Bauwerk ist als Baudenkmal in die Denkmalliste der Stadt Dortmund eingetragen.
Zwischen 1984 und 1987 wurde die Kirche renoviert und restauriert. Dabei wurde die umfangreiche Innenausmalung des Chorraums vollständig wiederhergestellt, die während der Amtszeit von Pfarrer Adolf Stakemeier (Amtszeit 1950–1974) übermalt worden war, und der Chor- und Altarraum entsprechend dem liturgischen Verständnis des Zweiten Vatikanischen Konzils neu gestaltet. Dazu trug Pfarrer Berthold Wagener (Amtszeit 1978–2011) wesentlich bei.
Im Zuge einer weiteren Renovierung im Jahr 2015 erhielt die Kirche auf der Wand im südlichen Querschiff ein modernes Fresko des Künstlers Thomas Jessen aus Eslohe: eine Auferstehungs-Szene, auf der auch die Kirchenpatronin Maria Magdalena dargestellt wird. Der Westturm trägt eines der tontiefsten Geläute im Dortmunder Raum. Es besteht aus vier Gussstahlglocken der Tonfolge b°-des'-es'-f'.
Die Kirchengemeinde St. Maria Magdalena umfasst die Stadtteile Lütgendortmund und Somborn mit derzeit ca. 6.300 Katholiken und bildet zusammen mit den Kirchengemeinden Christus unser Friede in Oespel-Kley, Herz Jesu in Bövinghausen, Heilige Familie und St. Laurentius in Marten den Pastoralverbund Dortmunder Westen mit insgesamt ca. 14.000 Katholiken. Dieser wird seit dem 1. September 2014 geleitet von Pfarrer Guido Hoernchen.